# Cantone di Herblay-sur-Seine
Il Cantone di Herblay-sur-Seine è una divisione amministrativa dell'Arrondissement di Argenteuil.
A seguito della riforma complessiva dei cantoni del 2014 è passato da 2 a 3 comuni.

## Composizione
Prima della riforma del 2014 comprendeva i comuni di:
- La Frette-sur-Seine
- Herblay-sur-Seine

Dal 2015 comprende i comuni di:
- La Frette-sur-Seine
- Herblay
- Montigny-lès-Cormeilles